# Wichita Recordings
Wichita Recordings is een onafhankelijk platenlabel uit Londen, Engeland. 

## Artiesten
- Bloc Party
- Brave Captain
- Bright Eyes
- The Bronx
- The BumbleBeez
- Canyon
- Clap Your Hands Say Yeah
- The Cribs
- Desaparecidos
- The Drips
- Espers
- Euros Childs
- Giant Drag
- Her Space Holiday
- Kid606
- Les Savy Fav
- Los Campesinos!
- My Morning Jacket
- Northern State
- The Pattern
- Peter Bjorn and John
- Ruby
- Simian Mobile Disco
- Saul Williams
- Wauvenfold
- Weevil
- Yeah Yeah Yeahs